# Insectensterfte

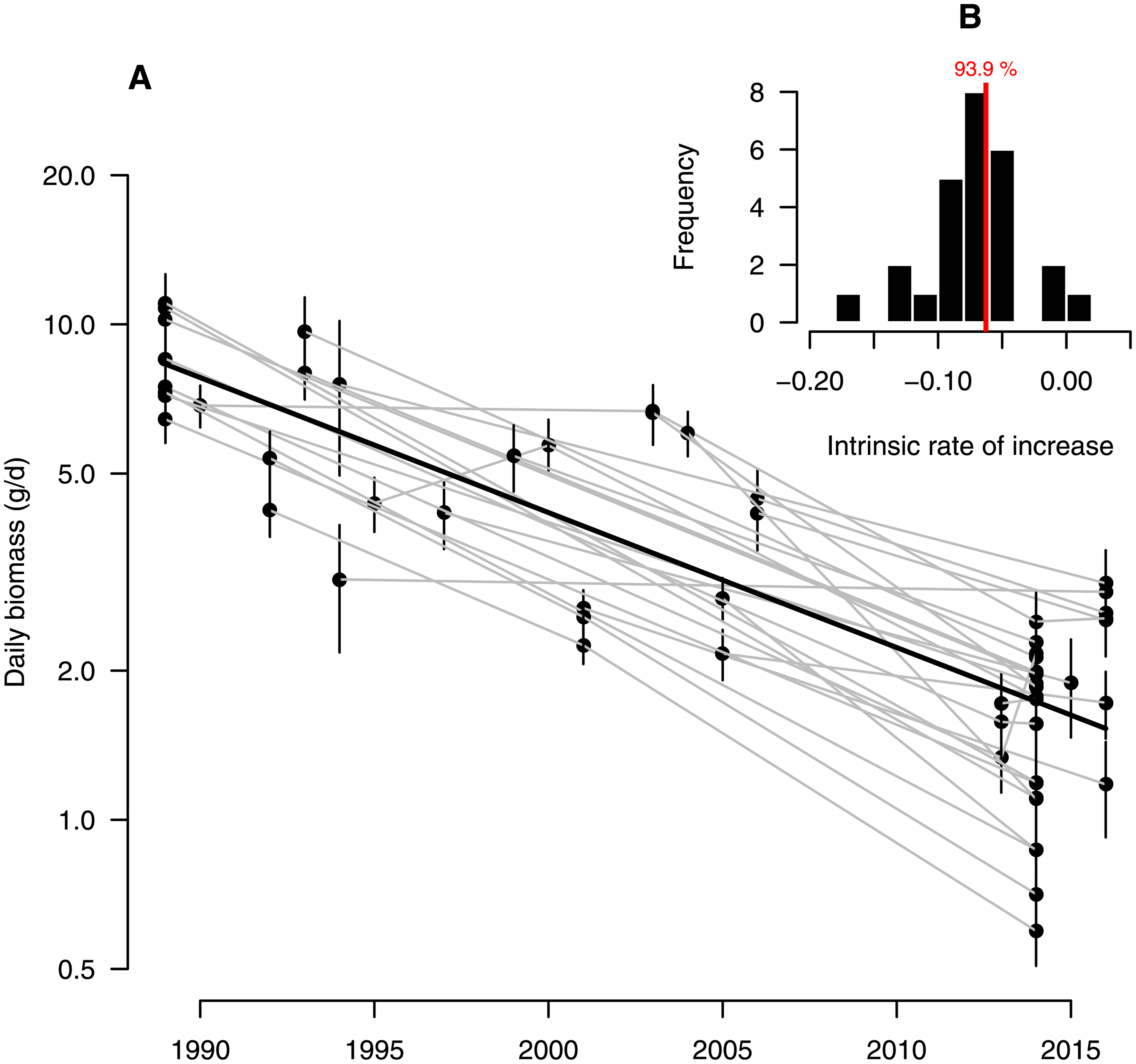
Grafiek van de terugval in biomassa van insectenpopulaties in Duitse natuurgebieden.

Insectensterfte is de grootschalige afname van het aantal soorten en van de populaties van voornamelijk vliegende insecten die vooral sinds het begin van de 21e eeuw werd vastgesteld. De afname wordt sterker en neemt voor sommige soorten alarmerende proporties aan. Sommige publicisten spreken zelfs over een "insectageddon", een armageddon voor de insecten, of een "insectenapocalyps". Het betreft niet alleen het verdwijnen van insecten, maar ook van alle hogere organismen die van insecten leven of leven van planten die door insecten bestoven worden, en betreft ook de mens.

## Onderzoek
De totale hoeveelheid insecten de laatste jaren sterk is afgenomen. Het meest getroffen zijn bijen en hommels, vlinders, kevers en libellen. Vergeleken met toevallig verzamelde gegevens, zoals het aantal dode insecten op voorruiten van auto's, kwamen deze dieren in de vorige eeuw in aanmerkelijk grotere aantallen voor.
In 2014 stelde een rapport een daling met bijna de helft (45%) vast bij aantallen ongewervelde dieren in 67% van de populaties, over 35 jaar. Volgens onderzoek uit 2017 in 63 Duitse natuurgebieden slonk de biomassa van vliegende insecten jaarlijks met 5,2%. In een periode van 26 jaar was de totale hoeveelheid 75% afgenomen. Vergelijkend onderzoek uit 2018 met een 40-jarig interval (1976-2012) in een beschermd woud in Puerto Rico wees op een spectaculaire terugval van insecten en tegelijk van de insectenetende dieren.
Ook het onderzoek naar het aantal dode insecten op voorruiten van auto's, voorheen een spontane waarneming, is in 2017 en 2019 wetenschappelijk verfijnd in Denemarken en het Verenigd Koninkrijk, met onder meer de zogenoemde "splatometers". De resultaten wijzen eveneens op forse achteruitgang van het insectenbestand.
Een meta-analyse van 2020 vergeleek 166 eerdere onderzoeken op 1676 plaatsen. Er bleek een aanzienlijke variatie in trends, maar een gemiddelde daling van de aardgebonden insecten met ca. 9% per decennium, en een toename van zoetwaterinsecten met ca. 11% per decennium. De resultaten betreffen vooral Europa en Noord-Amerika.
Van veel groepen ontbreken echter onderzoeksgegevens uit eerdere decennia. De geringere aandacht voor entomologisch onderzoek in het verleden kan ook fouten in de analyse van gegevens veroorzaken. Dit kan zowel tot over- als tot onderschatting van het probleem leiden.
In 2022 bevestigde onderzoek van bijna twintigduizend insectenpopulaties het verband tussen intensieve landbouw, klimaatverandering en decimering van het insectenbestand, zowel in aantallen als in soortenrijkdom, en vooral dan in tropische gebieden.

## Oorzaken
Mogelijke verklaringen van de afname zijn klimaatveranderingen, verstedelijking en industrialisatie, en verlies aan leefgebied, en bestrijdingsmiddelen, en monocultuur. De belangrijkste oorzaak is waarschijnlijk de intensivering van de landbouw en het daarmee gepaarde toegenomen gebruik van pesticiden (met name insecticiden, neoticides). Ook lichtvervuiling zou een rol spelen: soorten die het licht opzoeken, lopen in de val van nachtverlichting, leggen hun eitjes op verkeerde plaatsen, of raken verward. Lichtgevende signalen van insecten gaan verloren, en voor soorten die het licht mijden, is straatverlichting een barrière. Ook de toegenomen stikstofdepositie in de natuur leidt tot verschraling van de wilde flora en hierdoor ook van de insecten die van specifieke planten afhankelijk zijn (zoals soorten hommels, vlinders,..). Te veel stikstof bevordert onder meer verbraming in bossen, vergrassing van de heide, om enkele bekende voorbeelden te noemen.

## Gevolgen

### Bestuiving
Dalende insectenpopulaties kan bestuiving van landbouwgewassen (een ecosysteemdienst) in gevaar brengen.

### Voedselketen
Ook dieren hoger in de voedselketen die van insecten afhankelijk zijn, komen in voedselnood. Dat is gebleken uit onderzoek in Puerto-Rico en in Polen, bij de kanoetstrandloper.

### Schadelijke insecten
Niet alle insectenordes worden even hard getroffen. Sommige schadelijke insectenpopulaties in de gematigde streken (waar het meeste voedsel verbouwd wordt) kunnen toenemen. 
Ook sommige ziekteverspreiders doen het, in een gematigd klimaat, beter met de opwarming: soorten zoals de teek (lymeziekte en FSME), de Aziatische tijgermug en de Zuid-Europese zandvlieg (knokkelkoorts, leishmaniasis) komen dan vaker voor.

### Herstel van populaties
Uit een Britse veldstudie van 2019 naar de spreiding (niet de aantallen) van 5.000 insectenpopulaties over meerdere decennia bleek weliswaar een algemene achteruitgang, maar ook dat sommige populaties zich herstelden, meer bepaald:
- een aantal insecten uit de groepen mieren, wapenvliegen, loopkevers en knutten
- watergebonden insecten zoals libellen, haften, steenvliegen en schietmotten
- luchtkwaliteit-gevoelige organismen zoals mossen en korstmossen.

De onderzoekers veronderstellen een verband met de verbeterde kwaliteit van lucht en waterlopen in het Verenigd Koninkrijk over de laatste 3 decennia.

## Maatregelen
In 2018 is de Duitse overheid een 'actieprogramma insectenbescherming' gestart. In 2019 schreven 27 Britse entomologen een open brief met een oproep aan de wetenschap om zo snel mogelijk een onderzoek te starten naar de mogelijke ecologische schade veroorzaakt door de insectensterfte. Natuurverenigingen pleiten intussen alvast voor meer insectenvriendelijke tuinen.

## Nederland
Uit een 2019 gepubliceerd onderzoek door het CBS en de Vlinderstichting blijkt dat het aantal vlinders in Nederland tussen 1890 en 2017 met naar schatting 84% is afgenomen. In graslanden en bossen neemt het aantal de laatste decennia niet verder af, in heide zet de trend nog steeds door. De afname van de vlinderstand wordt toegeschreven aan intensivering van de landbouw met een afname van het aantal kruidachtige wilde planten tot gevolg. De recente toename van populaties van sommige soorten wordt toegeschreven aan een toename van geschikt leefgebied door natuurvriendelijker beheer.

## België
In mei 2021 ging voor het eerst Maai mei niet van start. Met die campagne willen de initiatiefnemers burgers ertoe aanzetten in de maand mei de grasmaaier niet te gebruiken, om zo bijen en andere insecten meer kansen te geven in zoveel mogelijk privé-tuinen. De tuinoppervlakte in Vlaanderen (10 procent van het totaal) is ongeveer gelijk aan het volledige bosareaal.